# 前田直典
前田 直典（まえだ なおのり、1915年11月18日 - 1949年9月18日）は、日本の東洋史学者（モンゴル史・元朝史を研究)。京都市上京区生まれ。闘病・夭逝のため研究生活は短いものであったが、鈔法を始めとする元朝に関する実証的な研究、また中国史における新たな時代区分論を提唱したことで知られる。

## 略歴
- 大正4年（1915年）11月18日、前田直造・さゑの三男として、京都市上京区（現在は中京区）姉小路通東洞院西入車屋町にて出生。兄二人は早くに死亡したため、実質的に長男として育てられる。官僚であった父の転勤に従い、広島・札幌・熊本・東京と移動。
- 昭和8年（1933年）4月、武蔵高等学校高等科入学。東洋の歴史、とりわけ考古学・美術史に関心をもつ。
- 昭和11年（1936年）4月、東京帝国大学文学部に入学。当時同大学では考古学の学生募集がなかったため、東洋史学科を選択。同年の夏休暇を利用し、西安、および漢・蒙混住地域である綏遠を調査旅行（7月～10月）。
- 昭和14年（1939年）3月、東京帝国大学卒業、同大学院に入学、加藤繁を指導教官とする。また白鳥庫吉を所長とし、モンゴル学者の集まる善隣協会蒙古研究所の研究員を嘱託 [3]。
- 昭和15年（1940年）5月、急性流行性脳炎を発病、回復するも下半身不随となり、秋より東京逓信病院整形外科に入院。
- 昭和16年（1941年）3月、大学院を退学、6月には蒙古研究所を依願退職。塩原湯泉・上林温泉での療養を経、持ち前の行動力を以て松葉杖を頼りに自力での外出を始める。
- 昭和18年（1943年）10月、東京帝国大学文学部大学院に再入学、和田清を指導教官とする（研究題目「元史の研究」）。
- 昭和19年（1944年）、亜細亜文化研究所嘱託委嘱。戦争末期の中、服部四郎の発案により進められていた満漢蒙辞典『三合便覧』の蒙古語索引作製に取り組む。9月、湯河原に家族とともに疎開（翌年の東京大空襲では原宿の自宅を焼失）、『元史』などの史料を徹底的に読む。
- 昭和20年（1945年）9月、東京市本郷追分町片町みずほ館に入居。
- 昭和23年（1948年）3月、文学部大学院を満期退学し、同4月、経済学部大学院に入学、大塚久雄を指導教官とする。しかし春頃より微熱・咳を発露し始める[4][5]。翌年度の東京大学文学部での講師委嘱を内々に受け[6]、講義準備を始めるものの、12月には結核により病床に臥す。
- 昭和24年（1949年）6月、国立横須賀病院に入院、9月18日、同病院で死去[2]。

## 逸話
- 戦後入居した下宿屋・みずほ館には、同じく大学院生であった影山剛・神田信夫らも下宿しており（後には護雅夫、さらに後輩の本田実信も止宿）、別のところに住む西嶋定生や山田信夫らも集まって深夜にまで及ぶ議論をした[7][8]。この時期、東京の各研究機関の蔵書などは疎開されていたため、言語を勉強すべきと学生らが主体となりトルコ語・モンゴル語・ペルシア語講習会を発足、アラビア語講習会への参加[9]、文献購読会などが開催されたが、そうした企画において年長者として指導力を発揮し[10]、「ちょくてんさん」の愛称、または「プライベート・プロフェッサー」[11] の敬称で皆から親しまれた [3]。

## 著書・論文
出典：
- 「東アジアに於ける古代の終末」『歴史』第1巻第4号、1948年4月。[13][14]
　再録：鈴木俊・西嶋定生共編『中国史の時代区分』東京大学出版会 p.349 1957年。全国書誌番号:57005970 NCID BN00949163
　再録：歴史科学協議会編『歴史科学大系 第３巻 古代国家と奴隷制 下』[15] 編集・解説：吉田晶  校倉書房 1972年。ISBN 978-4751706619
　再録：『元朝史の研究』
- 「応神天皇朝といふ時代 - ヤマト(大倭)国形式の研究」東京大學東洋史學會編『オリエンタリカ 1』大地書房 pp.71-96 1948年8月。NAID 40000331764 NCID BN14462961
　再録：上田正昭編『論集日本文化の起源 2』平凡社 1971年。全国書誌番号:73017885 NCID BN00713087
　再録：吉成勇編『歴史読本第39巻第14号(特別増刊・日本国家の起源を探る)』新人物往来社〈シリーズ日本を探る 2〉 1994年。全国書誌番号:95009550 NCID BN12647274
- 『元朝史の研究』東京大学出版会、1973年。ISBN 978-4130260138。
※植松正「<書評>前田直典著『元朝史の研究』」『史林』第56巻第6号、史学研究会 (京都大学文学部内)、1973年、929-935頁、doi:10.14989/shirin_56_929。

## 関連人物
- 山田信夫 - 義弟（妹の夫）[3][16]